# Ommata notabilis
Ommata notabilis är en skalbaggsart som först beskrevs av White 1855.  Ommata notabilis ingår i släktet Ommata och familjen långhorningar.
Artens utbredningsområde är:
- Guyana.
- Surinam.

Inga underarter finns listade i Catalogue of Life.